# 55-я стрелковая дивизия (1-го формирования)
Не следует путать со 55-й стрелковой дивизией 2-го формирования
55-я стрелковая дивизия (55 сд) — воинское соединение РККА, принимавшее участие в Великой Отечественной войне.

## История формирования дивизии
Дивизия была сформирована в сентябре 1925 года в Московском военном округе, как территориальная. Штаб дивизии, 165-й стрелковый и 55-й лёгкий артиллерийский полки дислоцировались в Курске, 163-й стрелковый полк — в Белгороде, 164-й стрелковый полк — в Рыльске. Входила в состав 10-го стрелкового корпуса.
В июле 1938 года дивизия вошла в состав Орловского военного округа. В августе — сентябре 1939 года на базе стрелковых полков дивизии были развёрнуты новая 55-я, 113-я и 185-я стрелковые дивизии.
Принимала участие в освобождении Западной Белоруссии в сентябре 1939 года. По состоянию на 2 октября 1939 года входила в состав 23-го стрелкового корпуса 4-й армии Белорусского фронта.
После освобождения Западной Белоруссии основные силы дивизии были размещены в Брестской крепости, часть сил размещалась в Жабинке. В конце 1940 года в связи с необходимостью разгрузить крепость дивизия была передислоцирована в город Слуцк. Соединение из состава 28-го стрелкового корпуса перешло в состав 47-го стрелкового корпуса.
В мае 1941 года штаб артиллерии и все артиллерийские части 55-й стрелковой дивизии выехали в Уреченские летние лагеря, расположенные километрах в пятнадцати к востоку от Слуцка.
Разведбат 55-й стрелковой дивизии, дислоцировавшейся в Слуцке имел на вооружении бронеавтомобили и легкие танки БТ-7.

### Белостокско-Минское сражение
Для прикрытия направления на Синявку 55-я стрелковая дивизия должна была занять оборону на рубеже Стрелово, Миловиды, Кулики.
К 13 часам 24 июня 1941 года передовые отряды 55-й стрелковой дивизии достигли Миловидов, где обнаружили отходившие после неудачного контрудара подразделения 205-й моторизованной дивизии.
Первый бой с фашистами приняла 24 июня 1941 года — на Слуцком направлении в Белоруссии.
24 июня 1941 года в 14 часов, после авиационной и артиллерийской подготовки немецкие танковые дивизии 24-го моторизованного корпуса нанесли удар по 55-й стрелковой дивизии, которая не успела за предоставленный час полностью подойти и организовать прочную оборону на рубеже Стрелово, Миловиды, Кулики.
Не выдержав наступления превосходящих сил противника, части 55-й стрелковой дивизии начали отходить на восток.
К месту прорыва противника был направлен сводный отряд из остатков 22-й и 30-й танковых дивизий. Успешный «контрудар подвижного резерва» 25-ти танков Т-26 сводного отряда 14-го мехкорпуса на какое-то время позволил стабилизировать положение 55-й стрелковой дивизии.
После того, как 25 июня погиб командир дивизии полковник Иванюк, в командование дивизией вступил начальник штаба дивизии Тер-Гаспарян (официально назначен командиром дивизии 14 июля 1941 года). После отступления за Днепр выведена во второй эшелон, включена в состав 28-го стрелкового корпуса.
Дивизия доукомплектовывалась, и вела оборонительные работы на двенадцатикилометровом фронте по восточному берегу реки Сож — от Пропойска (Славгорода) до Старой Каменки, который она заняли 12 июля 1941 года.
С началом Смоленского сражения на дивизию легла вся тяжесть боёв за Пропойск.
По состоянию на 1 сентября 1941 года входила в состав 66-го стрелкового корпуса 21-й армии Брянского фронта, оказалась в Киевском «котле» и была разгромлена. Официально расформирована 27 декабря 1941 года.

## Подчинение
Действовала в составе 4-й, затем 13-й армии Западного, затем Центрального фронта, позже в составе 13-й армии Брянского фронта и 21-й армии Юго-Западного фронта.

## Почётные наименования
- 55-я Курская стрелковая дивизия имени Климента Ефремовича Ворошилова.

## Боевой состав
- 107-й стрелковый полк
- 111-й стрелковый полк
- 228-й стрелковый полк
- 84-й артиллерийский полк
- 141-й гаубичный артиллерийский полк
- 129-й отдельный истребительно-противотанковый дивизион
- 250-й отдельный зенитный артиллерийский дивизион
- 79-й отдельный разведывательный батальон
- 46-й сапёрный батальон
- 21-й отдельный батальон связи
- 67-й медико-санитарный батальон
- 80-й автотранспортный батальон
- 169-й полевой автохлебозавод
- 21-я дивизионная артиллерийская мастерская
- 117-я полевая почтовая станция
- 354-я полевая касса Госбанка[3]

## Командный состав дивизии

### Командиры дивизии
- Брянских, Пётр Алексеевич (21.09.1925—25.03.1932)
- Дикалов, Евгений Петрович (25.03.1932 — 31.01.1938), комдив
- Шевченко, Пётр Семёнович (.02.1938 — .06.1938), ВрИД[4]
- Степанов, Карп Николаевич (.10.1938 — 21.02.1940), комбриг
- Иванюк, Дмитрий Иванович (21.02.1940 — 13.07.1941), полковник
- Тер-Гаспарян Геворк Андреевич (14.07.1941 — 01.10.1941), полковник

### Заместители командира дивизии
- Сидорин, Тимофей Михайлович (??.02.1941 — ??.08.1941), подполковник
- Андреев, Василий Андреевич (08.1941 — 10.1941), полковник

### Начальники штаба дивизии
- Батюня, Александр Григорьевич (??.03.1938 — ??.08.1938)
- Кузьмин, Дмитрий Наумович (??.09.1938 — 03.10.1940), подполковник
- Тер-Гаспарян Геворк Андреевич (14.07.1941 — 01.10.1941), полковник

## Известные люди, связанные с дивизией
- Бирюков, Николай Иванович — С 10.1925 по 11.1926 командир роты, врид командира батальона, командир роты 165-го сп. С 05.1929 по 11.1930 командир батальона 165-го сп. Впоследствии советский военачальник, Герой Советског Союза, генерал-лейтенант.
- Колонин, Семён Ефимович — С сентября 1931 года по март 1933 года служил военкомом 165-го стрелкового полка. Впоследствии советский военачальник, генерал-лейтенант.
- Бацанов, Терентий Кириллович —  С 10.1937 г. по 05.1938 гг. командир 164-го сп. Впоследствии советский военачальник, генерал-майор.
- Никулин, Владимир Яковлевич — (1.3.1931 — 13.10.1932) командир 55-го артиллерийского полка и одновременно начальник артиллерии 55-й стрелковой дивизии. Впоследствии советский военачальник, гвардии генерал-майор танковых войск[5].